# Aérodrome de Gbadolite
L’aérodrome de Gbadolite (code IATA : BDT • code OACI : FZFD) est un petit aéroport international du nord de la République démocratique du Congo qui dessert la ville de Gbadolite, chef-lieu de la province de Nord-Ubangi. Il est situé dans le village de Moanda, 6 kilomètres au sud-ouest de Gbadolite.
La balise non directionnelle de Gbadolite (Ident: BLT) est située 9,6 km à l'est-nord-est de l'aéroport. Le VOR/DME (en) de Gbadolite (Ident: BLT) se trouve sur le terrain.
Gbadolite peut accueillir aussi bien des vols intérieurs que des vols internationaux.

## Situation
| Bandundu Basango Mboliasa Bunia Gbadolite Gemena Goma Ilebo Kalemie Kananga Kikwit Kindu Kinshasa-Ndjili Kinshasa-N'Dolo Kisangani Kolwezi Lodja Lubumbashi Matari Matadi Mbandaka Mbuji Mayi Nioki Tshikapa Tshumbe |